# 257005 Arpadpal
257005 Arpadpal è un asteroide della fascia principale. Scoperto nel 2008, presenta un'orbita caratterizzata da un semiasse maggiore pari a 2,7982638 UA e da un'eccentricità di 0,0073907, inclinata di 3,97285° rispetto all'eclittica.
L'asteroide è dedicato all'astronomo rumeno Arpad Pal.